# Partshabilitet
Med partshabilitet avses inom svensk processrätt förmågan att vara part i en rättegång.
Termen motsvaras av den civilrättsliga termen rättskapacitet. Fysiska och juridiska personer kan ha partshabilitet, vilket inte betyder att de per definition har rätt att uppträda i domstol och föra talan (se processhabilitet). Partshabilitet innebär inte heller samma sak som att ha rättighet att processa i ett visst ärende (se talerätt).